# Bulbophyllum approximatum
Bulbophyllum approximatum är en orkidéart som beskrevs av Henry Nicholas Ridley. Bulbophyllum approximatum ingår i släktet Bulbophyllum och familjen orkidéer. Inga underarter finns listade i Catalogue of Life.